# Halictus fuscicollis
Halictus fuscicollis är en biart som beskrevs av Morawitz 1876. Halictus fuscicollis ingår i släktet bandbin, och familjen vägbin. Inga underarter finns listade i Catalogue of Life.